# Zdeněk Procházka
Pour les articles homonymes, voir Procházka.
Zdeněk Procházka est un footballeur tchécoslovaque né le 12 janvier 1928 et mort le 24 septembre 2016. Il évoluait au poste de milieu.

## Biographie

### En club
Avec l'équipe du Sparta Prague il dispute six matchs en Coupe d'Europe des clubs champions. Lors de cette compétition il inscrit un doublé contre le club de norvégien de Vålerenga.

### En équipe nationale
Il reçoit 8 sélections et inscrit un but en équipe de Tchécoslovaquie entre 1953 et 1957. 
Il joue son premier match en équipe nationale le 13 décembre 1953 contre l'Italie et son dernier le 16 juin 1957 contre la RDA.
Il fait partie du groupe tchécoslovaque lors de la Coupe du monde 1954 (sans jouer de match lors de la phase finale). Il joue toutefois un match comptant pour les éliminatoires de la Coupe du monde 1958.

## Carrière
- 1946-1952 :  FK Viktoria Žižkov
- 1952-1961 :  Spartak Prague Sokolovo

## Palmarès
- Champion de Tchécoslovaquie en 1954 avec le Sparta Prague
- Vice-champion de Tchécoslovaquie en 1958 avec le Sparta Prague